# أم العظام (حمص)
أم العظام قرية في ناحية خربة تين نور التابعة لمنطقة حمص في محافظة حمص في سورية، ومعظم سكان القرية من الطائفة العلوية.